# Zygoneura varians
Zygoneura varians är en tvåvingeart som beskrevs av Lane 1955. Zygoneura varians ingår i släktet Zygoneura och familjen sorgmyggor. Inga underarter finns listade i Catalogue of Life.